# Xã Woodstock, Michigan
Xã Woodstock (tiếng Anh: Woodstock Township) là một xã thuộc quận Lenawee, tiểu bang Michigan, Hoa Kỳ. Năm 2010, dân số của xã này là 3.505 người.